# Отстойник

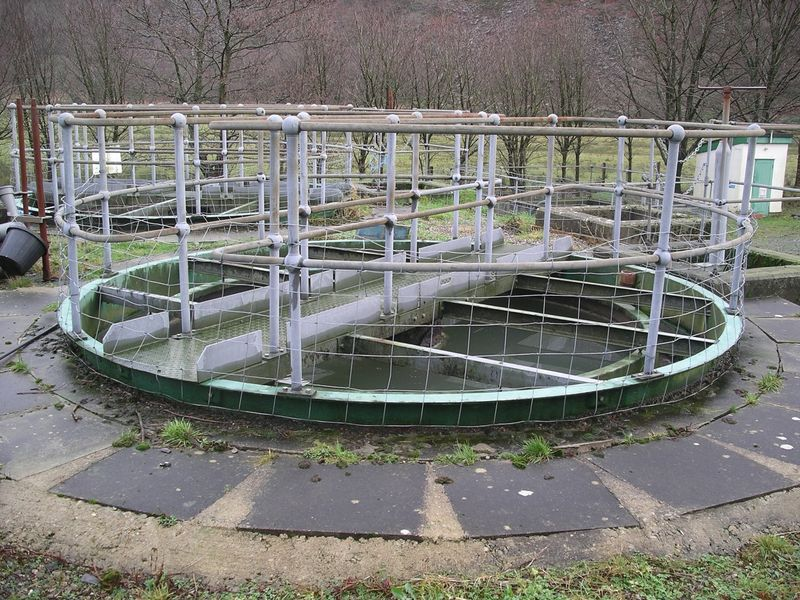
Танк-отстойник первичной очистки

Отстойник — канализационная накопительная ёмкость, используемая для сбора канализационных и сточных вод, а также для их первичной механической очистки.
Отстойники используются как в промышленных масштабах, так и в индивидуальных хозяйствах.
На стадии первичной очистки, когда в основном используются отстойники, из воды под действием гравитационных сил извлекаются механические примеси, взвешенные вещества, начинаются процессы биологической очистки; при использовании отстойника как биокоагулятора происходит осаждение мелкодисперсных и коллоидных примесей, а также на частицах ила происходят сорбционные процессы.
Двухъярусный отстойник (Эмшерский колодец) — отстойник, в котором сточные воды отстаиваются (осветляются) в верхнем ярусе сооружения, а в нижнем ярусе происходит сбраживание выпавшего осадка в анаэробных условиях.